# 國立東華大學原住民民族學院
國立東華大學原住民民族學院（英語：NDHU College of Indigenous Studies，縮寫），簡稱東華原民院，成立於2001年，為國立東華大學八大學院之一，前身為國立東華大學族群關係與文化研究所，由美國印第安納大學布魯明頓分校人類學教授喬健創立。
東華原民院是全臺灣第一座原住民民族學院，由中華民國原住民族委員會資助成立，為《原住民教育法》下原住民族社會教育專責機構，院內原住民與漢人學生比例約為1：1。
東華原民院為臺灣原住民族研究重鎮，為美國政府《傅爾布萊特計畫》資助學者前往的臺灣八大學府之一，同時也是英國倫敦大學亞非學院全球人類語言學會成員之一。

## 院史

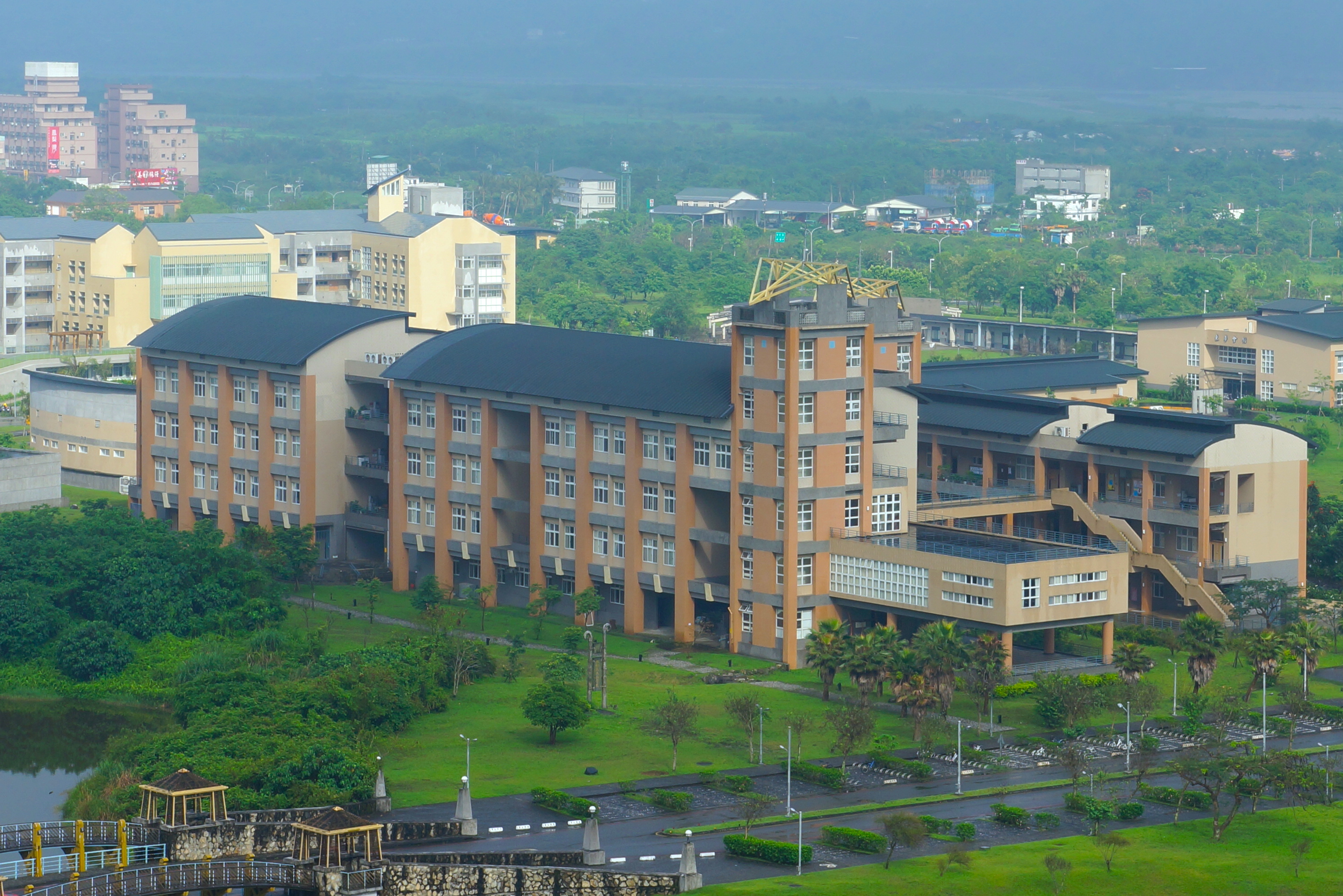
原住民民族學院院館大樓

### 前身

#### 族群關係與文化研究所
臺灣歷史上，長年存在族群衝突與矛盾，自明清時期的閩粵械鬥、漳泉械鬥、頂下郊拚、原漢衝突，到民國時期省籍衝突等問題。同時，花東縱谷也是閩南人、客家人、原住民族匯集主要區域。因此國立東華大學創校計畫即有成立族群研究機構之規劃。
國立東華大學族群關係與文化研究所（東華族群所）於1994年創立，為創校研究所之一，隸屬於人文社會科學學院，其延攬香港中文大學人類學創辦人喬健擔任創所所長，以及臺灣本土心理學大師余德慧、國立清華大學社會學研究所客座教授紀駿傑、人類學家吳天泰、教育學家顧瑜君等學者共同創辦，是臺灣第一座族群關係領域研究機構，也是繼臺大人類系、清華人類所後，臺灣第三座人類學領域研究機構。

#### 原住民民族學苑籌備處
東華族群所成立不久，中華民國原住民族委員會規劃成立臺灣第一個原住民族主體之民族學院，東華族群所在與臺大人類系、清大人類所、政大民族系競爭中取得設立資格。
1997年12月18日，行政院原住民族委員會正式與國立東華大學簽約成立「原住民民族學苑籌備處」，並由人類學大師喬健擔任籌備處主任，人類學家吳天泰擔任籌備處副主任。
1999年8月13日，教育部楊朝祥部長及行政院原住民族委員會華加志主委為評估設院蒞國立東華大學聽取簡報。
2000年2月21日，教育部召開「推動原住民教育聯席會議」正式宣布「原住民民族學院」自九十學年度開始招生，並於4月27日正式核准學院設立。
2000年11月25日，原住民族委員會主委尤哈尼·伊斯卡卡夫特與國立東華大學牟宗燦校長共同主持原住民民族學院籌備處揭幕。

### 創立
2001年8月1日，在時任教育部部長及中華民國原住民族委員會主委等社會各界重要人士大力支持下，全臺灣第一座原住民民族學院「國立東華大學原住民民族學院」正式成立，藉以發展學術特色、因應國家整體建設及原住民族文化復振與社會發展需求。
中華民國總統陳水扁參與東華原民院開院典禮，致詞提到：
|  | 國內第一所民族學院在大家的期待下，歷經三年籌備今天終於在國立東華大學開院成立，個人感到非常的高興和欣慰，在此謹代表政府表示熱烈祝賀之意，並對相關籌備人員表達敬意和謝忱。東華大學位居花東，鄰近原住民傳統聚居地區，校地遼闊，環境優美，是設立民族學院理想的地點，相信未來在教育部、原民會、黃校長及童院長領導下，必能蒸蒸日上，為國育才，發揮教學研究及服務功能，並為國家社會作出偉大的貢獻。 |

|  | 原住民民族學院的成立標誌著我國民族教育的一大發展，我們期望民族學院不斷追求卓越，並多培養具多元文化及國際視野和具自主自律精神的現代原住民，以帶動政策改革及部落服務，促進原住民知識的發展，同時也要加強國際學術交流與合作，使民族學院成為國際南島民族研究及資料的重鎮，發揮民族學院教學、研究、培訓、智庫及服務功能，讓更多關心原住民的朋友加入，以共同推進原住民社會的發展，拓展原住民族生機。各位貴賓，未來只要台灣各族群能彼此相知相惜，心手相連，團結奮鬥，「族群共榮」的目標就一定能夠達成。最後，再次對民族學院的成立給予熱烈的祝賀與祝福，敬祝大家健康愉快、闔家平安。 |

2001年，東華人文社會科學學院族群關係與文化研究所改隸原住民民族學院。同時，東華原民院成立全臺灣第一座「民族發展研究所」、「民族文化學系」、「民族語言與傳播學系」，並將「原住民族學院籌備處」更名「原住民研習中心」，前項系所及研究單位共組「原住民民族學院」
2004年，東華原民院成立全臺灣第一座「民族藝術研究所」。2007年，成立「民族社會工作學位學程」、「原住民民族學院學士班」。

### 東華花師合校後
2008年8月1日，國立東華大學與國立花蓮教育大學正式合校，原住民研習中心更名「原住民族發展中心」，該中心秉持著教學、研究以及服務並進的宗旨，承接多項計畫研究案，期許本中心能成為原住民族政策智庫並建立原住民文化資料庫。
2009年4月30日，原住民民族學院大樓正式落成，各單位自圖書館搬遷至學院大樓。同年，「民族藝術研究所」改隸藝術學院。2010年，族群關係與文化研究所與民族文化學系整合為「族群關係與文化學系暨碩士班、博士班」，並將民族事務學系、民族發展研究所與與民族社會工作學位學程整合，成為「民族發展與社會工作學系」。
2012年，成立「原住民族文化與傳播中心」。2012年9月16日，辦理「2012 The World Indigenous Nations Higher Education Consortium(WINHEC) Annaul General Meeting & International Conference」(世界原住民族高等教育聯盟年會暨國際學術研討會)
2013年，民族發展與社會工作學系暨碩士班更名為「民族事務與發展學系暨碩士班」；成立「民族社會工作學士學位學程」。2014年，成立「原住民族國際事務中心」以推動原住民族國際學術交流及合作，提升國際關懷與擴大學生視野，達成原住民族學術、教育、文化等國際結盟的目標。。同14年，成立原住民族學生資源中心，透過結合本校原住民族特性，推動各項學習輔導工作，提昇強化本校原住民族學生學習自信與各項精進學習能力。 
2016年11月，辦理原住民民族學院15週年院慶，院慶期間公布徵選多時的原住民民族學院院徽，同時院特色展示空間－Taluan也於院慶期間正式開幕。2017年，成立「原住民族課程發展協作中心宜花中心」，為落實原住民族教育法之精神，發展原住民族本位教育，教育部國民及學前教育署於2017年8月成立了原住民族課程發展協作中心，協助各中小學適用實驗教育三法之契機，重新組構均衡一般教育及民族教育之新型態原住民族教育模式，為就近協助宜蘭、花蓮地區原住民族重點學校推展原住民族實驗教育，國教署亦委託國立東華大學成立了原住民族課程發展協作中心之宜花中心。。
2018年，成立「原住民族語言學習中心」，在原住民族委員會107年原住民族語言學習中心補助計畫所臚列計畫目的之框架下，以原住民民族學院全院為支援，民族語言與傳播學系為執行單位，設置原住民族語言學習中心，中心發展重點目標如下：在藉以提昇大專學生及社會大眾族語能力水平、培育族語教學儲備師資人才庫以及改善現有族語師資教學專業能力。同年，「原住民族課程發展協作中心宜花中心」於本年度正式更名為「國立東華大學原住民族課程發展協作中心」，將續辦國教署委託之原住民族課程發展協作中心宜花中心業務，更將建立國民基本教育階段原住民族教育諮詢、輔導及協作平臺，並提中央及地方原住民族教育主管機關相關政策研究諮詢等服務。
2019年，成立全臺灣第一個「原住民族樂舞與藝術學士學位學程」。同年7月28日，辦理「2019 The World Indigenous Nations Higher Education Consortium」（2019 WINHEC），為繼2012年後再次成為「The World Indigenous Nations Higher Education Consortium」主辦國，2019 WINHEC除原住民民族學院以及原住民族國際事務中心為主要辦理單位，更有：原住民族委員會、國立東華大學、花蓮縣原住民族部落大學、台灣原夢瑪巴琉協會、國家教育研究院原住民族教育研究中心、賽德克民族議會、靜宜大學原住民族文化碩士學位學程、總統府原住民族歷史正義與轉型正義委員會和解小組協助整個年會的執行。
2020年，東華原民院族群關係與文化研究所（Master's Program in Ethnic Relations and Cultures）獲選為全臺灣八大美國傅爾布萊特計畫（Fulbright Program）國際合作夥伴。 2021年11月28日，辦理原住民民族學院20週年院慶。2022年，承辦原住民族委員會「沉浸式族語教學幼兒園專案管理中心」以及「建構原住民族教育文化知識體系專案管理中心」。
2023年，成立「原住民族研究國際博士班」，同年，美國芝加哥大學國際關係委員會訪問，雙邊在臺灣原住民族社會變遷、傳統文化保存、災後重建、民族語言學習及原住民族健康議題等進行學術交流。 2024年，東華原民院民族事務與發展學系與民族社會工作學士班整合為「民族發展與社會工作學系」，旗下分為民族發展、民族社會工作兩大領域。

## 歷任院長
1. 第一、二任：童春發（2001年–2008年）
2. 第三任：施正鋒（2008年–2011年）
3. 第四任：吳天泰（2011年–2014年）
4. 代理：高德義（2014年–2015年）
5. 第五任：童春發（2015年–2017年）
6. 第六任：浦忠成（2017年–2020年）
7. 代理：洪清一（2020年–2021年）
8. 第七、八任：石忠山（2021年–至今）

## 旗下學術單位

### 族群關係與文化學系
簡稱東華族文系，前身為1995年族群關係與文化研究所及2001年民族文化學系，為全臺灣首座族群關係與文化研究所，以族群關係、族群研究、文化人類學、文化研究為研究主軸。

### 民族發展與社會工作學系
簡稱東華發社系，最早可追溯至2001年民族發展研究所，主要研究民族發展之發展研究議題。2007年，民族事務學系、民族社會工作學位學程成立，主要研究臺灣族群在政治學、公共政策、社會政策與社會工作等議題。三邊整合後，現今旨在研究臺灣族群發展在經濟、社會、文化、政治、環境層面之議題，以及多元族群在社會工作、社會福利等議題。

### 民族語言與傳播學系
簡稱東華語傳系，成立於2001年，以原住民族之語言學與傳播學為研究主軸，旨在解決少數民族之語言保存與語言復興之議題。

### 原住民族樂舞與藝術學士班
簡稱東華樂藝系或樂藝學程，成立於2019年，為臺灣唯一以原住民族樂舞與藝術作為基礎專業的研究與教學單位， 結合部落、專業人士與跨領域合作，發展原住民族文化、哲學與美學的知識與實踐。旨在培育高階人才，推動樂舞藝術傳承、創新與學術研究，成為原住民族藝術重鎮。

## 旗下學位課程
國立東華大學原住民民族學院頒授以下學位：

### 研究生學位

#### 博士課程
- 社會科學博士（原住民族研究）PhD in Indigenous Studies (IS)
- 社會科學博士（族群關係與文化研究）PhD in Ethnic Relations and Cultures (ERC)

#### 碩士課程
- 社會科學碩士（族群關係與文化研究）MSS in Ethnic Relations and Cultures (ERC)
- 社會科學碩士（民族發展與社會工作）MSS in Indigenous Development and Social Work (IDSW)

#### 在職碩士課程
- 社會科學碩士（族群關係與文化研究）Executive MSS in Ethnic Relations and Cultures (ERC)
- 社會工作碩士（民族社會工作）Executive MSW in Indigenous Social Work (IDSW)

### 本科學位

#### 學士課程
- 文學學士（族群關係與文化研究）BA in Ethnic Relations and Cultures (ERC)
- 文學學士（⺠族語⾔與傳播學）BA in Indigenous Languages and Communication (ILC)
- 社會科學學士（民族發展學）BSS in Indigenous Development (ID)
- 社會工作學士（民族社會工作）BSW in Indigenous Social Work (ISW)
- 原住民族藝術學士（原住民族樂舞與藝術）BIA in Indigenous Performance and Arts (IPA)

### 國際雙聯學位
東華原民院族群關係與文化研究博士班與澳洲麥覺理大學社會科學院、比利時魯汶天主教大學政治與社會科學院合辦共同指導雙聯博士計畫（Joint Doctoral Supervision Agreement），畢業博士生將會授予「NDHU–Macquarie」、「NDHU–UCLouvain」雙聯博士學位。

## 學術研究

### 期刊與書籍
- 《台灣原住民族研究》：原住民民族學院出版 ISSN 2070-9730
- 《東華原住民族叢書》：原住民民族學院出版[32]

### 美國傅布萊特計畫–東華原民院
2020年，美國傅爾布萊特計畫（Fulbright Program）公布美國政府資助美國學者前往深造之高等學府名單，國立東華大學族群關係與文化研究所社會科學碩士課程（Master of Social Science in Ethnic Relations and Cultures）以原住民族研究領域獲選，其涵蓋社會學、人類學、語言學、歷史學、政治學、藝術史、性别研究、法學研究，為傅爾布萊特計畫八所臺灣獲選學府之一，其他入選代表包括國立臺灣大學全球衛生學位課程、國立政治大學亞太區域研究學位課程、國立清華大學南洋研究學位課程。2021年秋季班，原民院族文所錄取首屆4名畢業於美國常春藤名校的獲獎學生，首年進行密集華語文訓練，於兩年後攻讀族群關係與文化研究碩士學位。

### 研究中心
- 原住民族發展中心（Center for Indigenous Development，CID）
- 原住民族文化與傳播中心（Indigenous Culture and Communication Center，ICCC）
- 原住民族國際事務中心（Center for International Indigenous Affair，CIIA）
- 原住民族學生資源中心（Indigenous Students Resource Center，ISRC）
- 原住民族課程發展協作中心（Indigenous Curriculam Development Coordination Center）
- 原住民族語言中心（Indigenous Language Center）

### 專案管理中心
- 沉浸式族語教學幼兒園專案管理中心（Immersive Indigenous Language Teaching Center）
- 建構原住民族教育文化知識體系專案管理中心（Indigenous Knowledge System Center）
- 宜花東專業服務團隊（承辦原住民族委員會宜蘭、花蓮、台東等區部落文化健康站業務）

## 學生組織

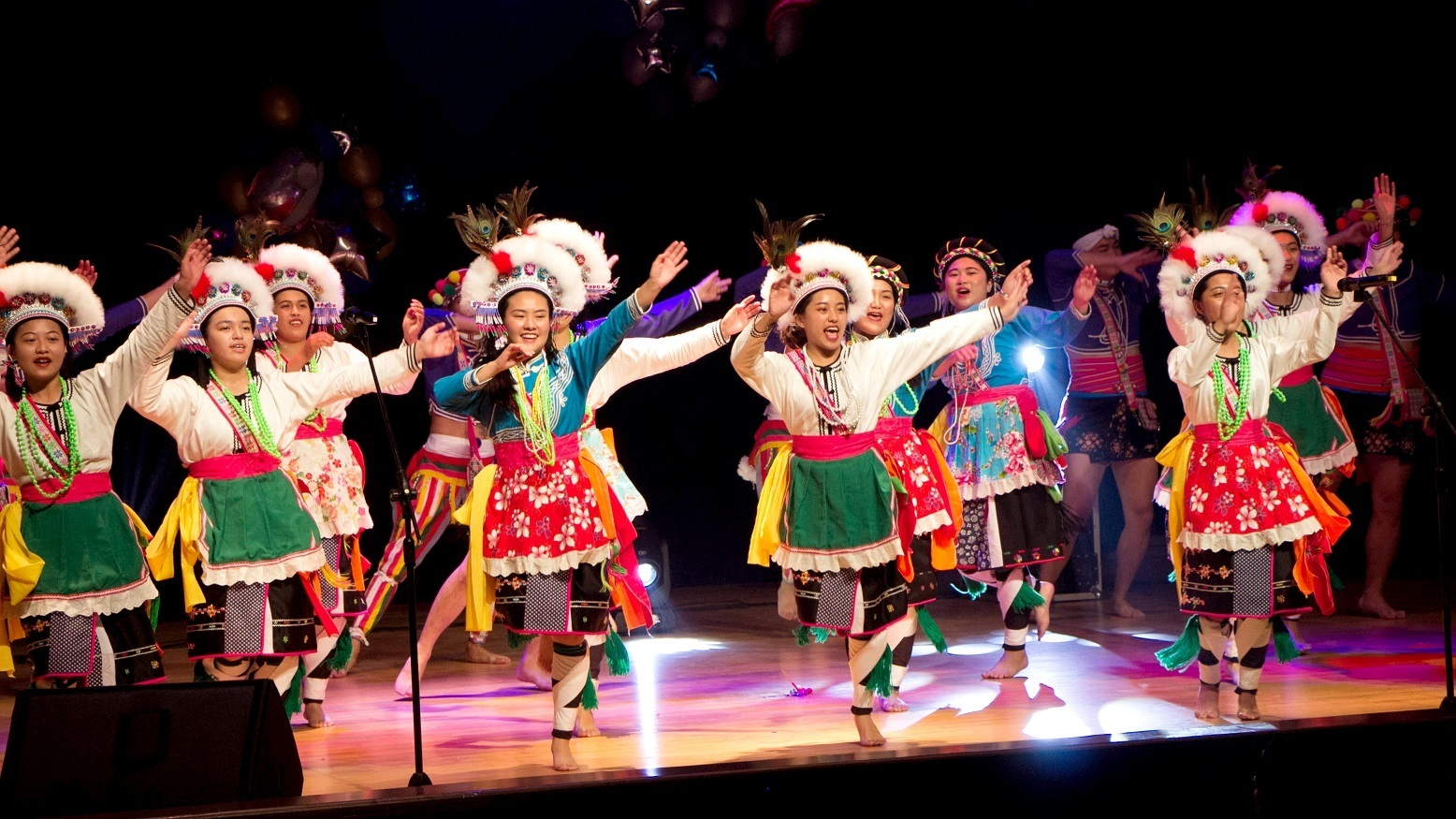
原住民民族學院舞團

### 文化組織
- 原住民民族學院舞團
- 東華小米園
- 東華苧麻園
- 東華母語屋

### 族群組織
- 阿美族學生會AmisPangcah
- 卡拉鄒農學生會
- 卑南族學生會Pinuyumayan
- Ptasan不打散學生會
- 馬卡學生會Maqacuvucuvung

### 系所組織
- 民族發展與社會工作學系系學會
- 族群關係與文化學系系學會
- 民族語言與傳播學系系學會
- 國立東華大學樂藝學程系學會

## 系所空間

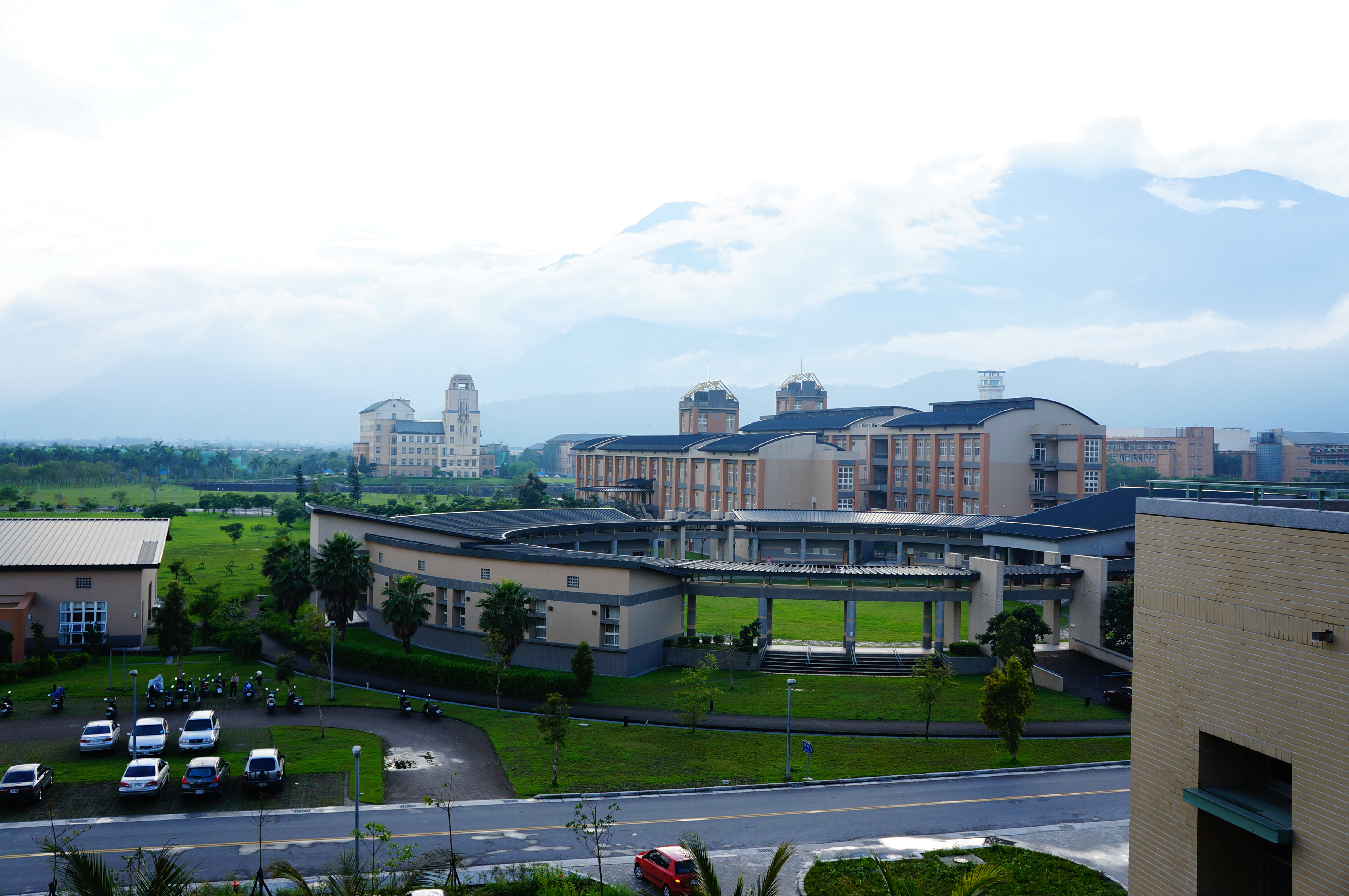
原民院ABCD棟建築

原住民民族學院大樓共有A、B、C、D四棟,其中C、D大樓全數以及A、B大樓部分因藝術學院教學大樓尚未完工，曾借予藝術學院使用約10年，2021年9月藝術學院遷入新大樓，原藝術學院使用空間歸還原民院。

### 原住民民族學院院館A棟
- 一樓：菱形廳、階梯教室
- 二樓：Taluan 院展示廳、大中小型教室、民族語言與傳播學系辦公室及主任室、錄音室、攝影棚、剪輯室、語傳系會議室
- 三樓：教授研究室、宜花東專業服務團隊辦公室、團體教室、民族社會調查教室、社區工作資源教室、個案教室A、個案教室B、族語教室、中大型教室
- 四樓：教授研究室、族群關係與文化學系博士班研究室、原住民族課程發展協作中心

### 原住民民族學院院館B棟
- 一樓：原住民族學生資源中心、民族音樂教室、民族舞蹈教室、管理員室、國際會議廳、建構原住民族教育文化知識體系專案管理中心、原住民族課程發展協作中心
- 二樓：母語屋、語言資料庫、族群關係與文化學系辦公室及主任室、民族發展與社會工作學系辦公室及主任室、原住民族語言中心辦公室、半月廣場
- 三樓：原住民族發展中心、原住民民族學院院辦公室及院長室、原住民族樂舞與藝術學士學位學程辦公室、原住民民族學院簡報室、族群關係與文化學系碩士班研究生室、民族事務與發展學系碩士班研究生室、原住民族研究國際博士班研究生室、原住民族國際事務中心

### 原住民民族學院院館C棟
- 一樓：空間分配協調中

### 原住民民族學院教學大樓D棟
- 一樓：空間分配協調中

### 原住民民族學院周圍
- 院碑
- 小米園
- 苧麻園
- 泛文面族群竹屋
- 獵寮

## 人物

過去與現任國立東華大學原住民民族學院學者有：
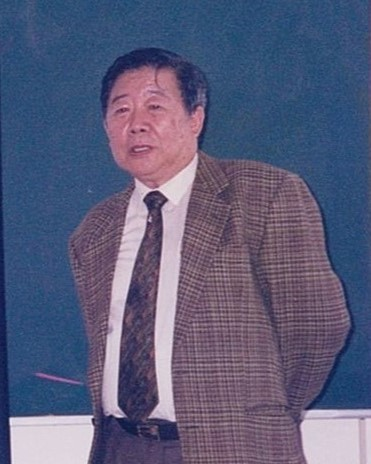
喬健 中國人類學終身成就獎得主（2015）
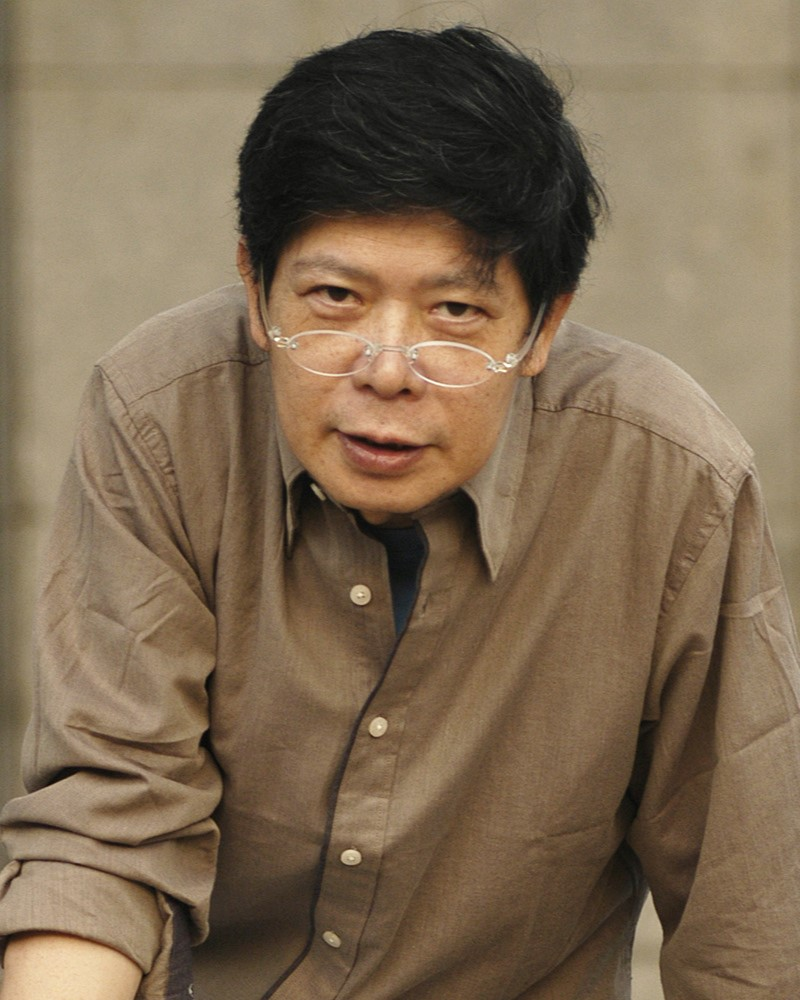
余德慧 華人心理學大師
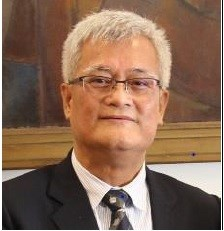
孫大川 中華民國原住民族委員會主委
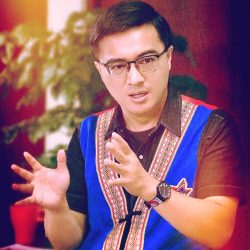
陳張培倫 中華民國原住民族委員會副主委
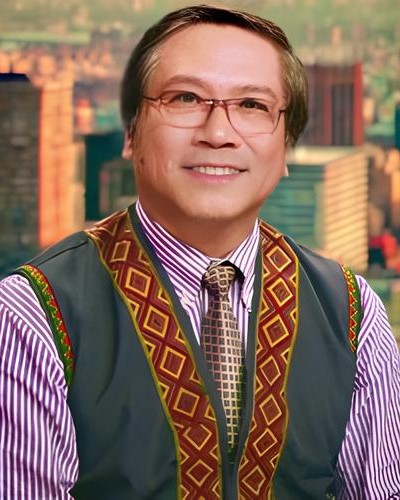
高德義 中華民國一等原住民族獎章得主（2024）
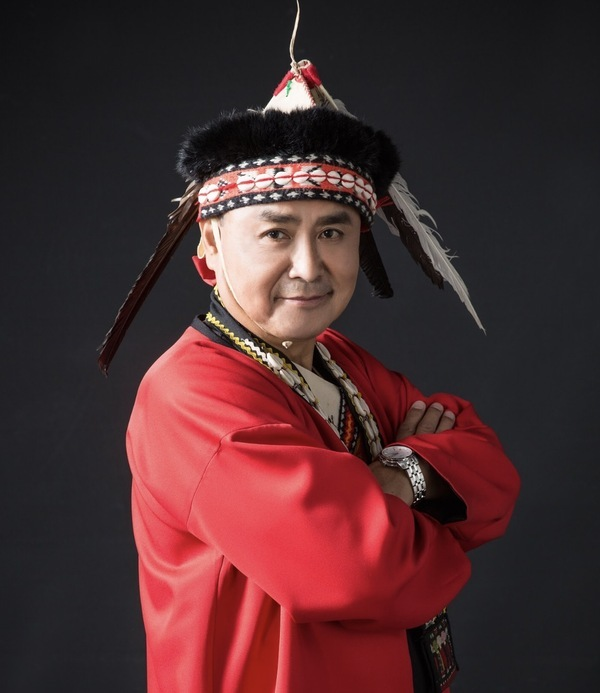
浦忠成 國立臺灣史前文化博物館館長
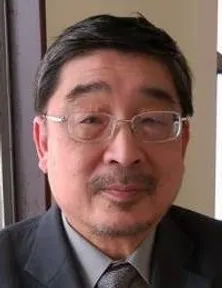
施正鋒 政治學學者暨黨主席
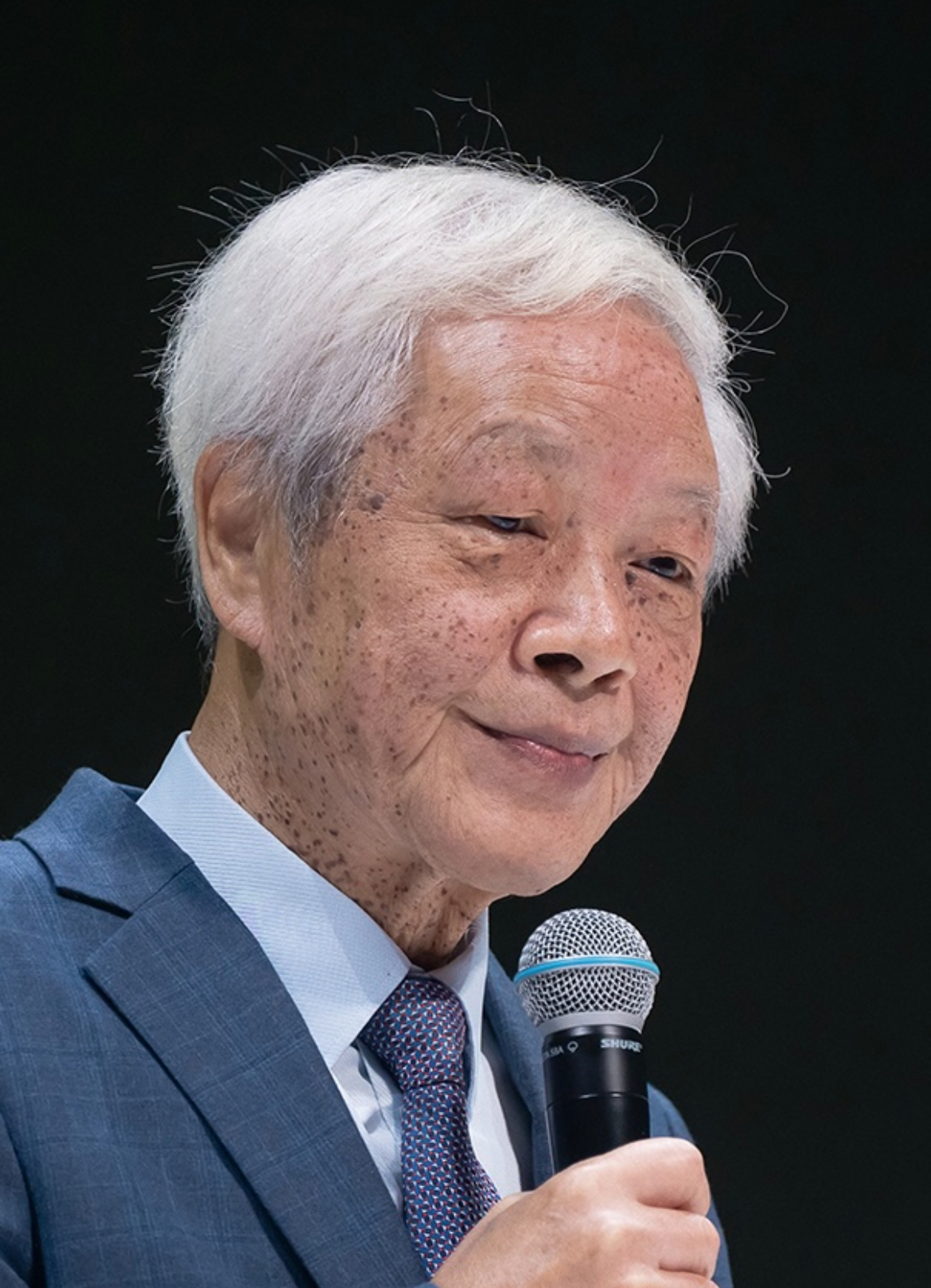
向陽 中華民國國家文化藝術基金會董事長

## 外部連結
- 官方网站
- 國立東華大學原住民民族學院的Facebook專頁